# August von Harlem
Friedrich Ulrich Heinrich August von Harlem (geboren am 20. August 1825 in Berlin; gestorben am 27. Dezember 1892 in Rostock) war ein preußischer Landrat des Kreises Prüm und des Kreises Saarlouis.

## Leben

### Herkunft und Ausbildung
Der Protestant August von Harlem entstammte als Sohn des Geheimen Oberregierungsrats August Otto Johann Georg von Harlem und dessen Ehefrau Albertine Eleonore Amalie Elisabeth von Harlem, geborene von Maltzahn, einem Dordrechter Ratsgeschlecht. Nach dem Besuch des Friedrich-Werderschen Gymnasiums in Berlin und des Pädagogium in Putbus legte er im Oktober 1843 die Reifeprüfung ab um im Anschluss ein Studium der Rechtswissenschaften in Humboldt-Berlin aufzunehmen. Mit Beendigung seiner Studien zum 19. Januar 1847 zur weiteren Ausbildung als Auskultator in den preußischen Justizdienst ein, wo
bei den Justizkammern Schwedt bzw. Frankfurt (Oder) Beschäftigung fand, bevor er mit dem 28. Februar 1849 aus dem Justizdienst ausschied. Nach Abschluss seines Referendariats (Referendarexamen 1850 in Potsdam)trat von Harlem schließlich mit dem 5. Oktober 1850 als Regierungsreferendar in den Dienst des preußischen Innenministeriums, wo er an den Königlichen Regierungen in Potsdam und Stralsund eingesetzt wurde, ehe er auch dort mit dem 23. Juli 1853 ausschied, zur Bewirtschaftung seiner Güter.
Während des Deutsch-Französischen Krieges berief ihn der Großherzog von Mecklenburg, in seiner Funktion als Gouverneur der besetzten französischen Departements als Präfekten nach Reims, dort blieb er bis zur Aufhebung der deutschen Verwaltung am 1. April 1871. In den Folgejahren besetzte von Harlem dann verschiedene Verwaltungsstellen in Mecklenburg.

### Landrat in Prüm 1876 bis 1882
Zwei Jahre nach dem Tod seiner Frau 1873 wurde August von Harlem zum 1. Oktober 1875 kommissarisch als Hardesvogt in Hohn (Schleswig) beauftragt. Es folgte zum 1. Oktober 1876 die ebenso kommissarische Übertragung der Verwaltung des Kreises Prüm, wo er zum 24. Oktober seinen Dienst in der Nachfolge von Hugo Strom antrat.
Von Harlem gelangte nicht im Wege des regulären Ausbildungsweges (juristisches oder kameralistisches Studium nebst abschließender Staatsprüfung) auf die Stelle als Landrat in Prüm und unterlag somit einer Prüfung zwecks Nachweis seiner Befähigung. Er gehörte neben Ferdinand Rintelen (Kreis Daun) zu den letzten Anwärtern auf Landratsamtsstellen in der Rheinprovinz, die diesen Befähigungsnachweis noch erbringen mussten. Dabei bestand die vorgesetzte Behörde, die Königlich Preußische Regierung in Trier auf der Abnahme der Prüfung bei von Harlem und Rintelen, während der amtierende Oberpräsident der Rheinprovinz Moritz von Bardeleben darauf erteilte Dispense in gleichgelagerten Fällen. Mit Reskript vom 9. November 1877 entschied der preußische Innenminister grundsätzlich, das nur dann an allerhöchster Stelle um einen Dispens nachgesucht werde, „wenn der von den wahlberechtigten Ständen für ein Landratsamt präsentierte Kandidat zu den angesehenen und einflußreichen Grundbesitzern des Kreises gehörte und bezüglich seiner praktischen Brauchbarkeit für die Stellung als Landrat keine Zweifel obwalten“. Dies traf bei von Harlem und Rintelen nicht zu. Weiter schrieb hierzu der Innenminister: „Da ihnen hiernach der persönliche Einfluß, welcher sich für die ansässigen Landratsamts-Candidaten aus ihrer Eigenschaft als Grundbesitzer des Kreises naturgemäß zu ergeben pflegt, nicht beiwohnt, wird umsomehr Wert darauf zu legen sein, daß in Ansehung ihrer formalen Qualifikation keine Bedenken obwalten“. Die Examen der Kandidaten erbrachten die wohl üblichen Ergebnisse, das die schriftlichen Probearbeiten durchaus Verbesserungswürdig waren, die mündliche Prüfung und die bislang in der Praxis gezeigten Leistungen aber für die Kandidaten sprachen. Schriftlich hatte von Harlem eine Aufgabenstellung aus dem Fachbereich Wegebau zu bearbeiten, die als „Genügend bestanden“ bewertet wurde. Seine mündliche erhielt ebenfalls die Note „bestanden“. Mit Erfüllung der Auflage, aus der Bestallung von Oktober 1877, erhielt von Harlem am 25. März 1878 die definitive Ernennung als Landrat in Prüm.
In Prüm bereits 1877 zum Presbyter der evangelischen Kirchengemeinde ernannt, traf von Harlem auf große Not. Hunger, Missernten und ungünstige Wetterlagen wechselten sich ab. In den Jahren 1882 bis 1885 waren 15.000 Einwohner des Kreisgebietes ohne Brot und Kartoffeln. Sein Engagement für den Bau einer Eisenbahn von Jünkerath über Prüm nach St. Vith und für eine Trassierung von Erdorf über Bitburg nach Echternach fand erst einige Jahre später seine Erfüllung. Die große Zustimmung der Bevölkerung des Wahlkreises im Jahr 1879 zu liberalen Parteien aber auch dem Zentrum fand nicht seine Zustimmung. Jegliche Mühen seinen überflüssig, da die Bewohner offensichtlich Order Dritter folgten und es einer geistigen Kapazität ermangele, zum Verständnis anderer als Zentrumsblätter.
In seinen der Personalakte beiliegenden Beurteilungen des Regierungspräsidenten in Trier sind wiederkehrend charakteristische Sätze zu von Harlem zu lesen: „Wenn wir von dem gen. von Harlem auch nicht denjenigen Grad von geschäftsmännischer und wissenschaftlicher Ausbildung, wie von einem früheren Regierungsassessor erwartet werden kann, vorfinden, so besitzt derselbe, neben dem erforderlichen Interesse am Dienst, doch auch unverkennbar großes Geschick, mit seinem Verwalteten umzugehen und die Geschäftssachen praktisch zu behandeln, wobei ihm manche Erfahrung seiner bisher wechselvollen Laufbahn, namentlich die als Gutsbesitzer erworbenen landwirtschaftlichen Kenntnisse, zugute kommen und bei der durchweg Ackerbau treibenden Bevölkerung des Kreises zu großer Empfehlung gereichen.“

### Landrat in Saarlouis 1882 bis 1888
Die klimatischen Verhältnisse in der Eifel sagten von Harlem wohl nicht so, sodass er bereits am 15. August 1881 um seine Abberufung bat. Auf Otto von Dewitz folgend, der statt seiner nach Prüm wechselte und zuvor den Kreis Saarlouis anderthalb Jahre kommissarisch geleitet hatte, wurde von Harlem am 10. Oktober 1882, zunächst ebenfalls kommissarisch die Verwaltung in Saarlouis übertragen. Am 12. Juli 1883 folgte die definitive Ernennung. Zum 1. April 1888 zur Disposition gestellt, lebte von Harlem anschließend zunächst in Metz, im Haushalt einer Tochter und zog dann nach Saarburg, bevor er 1891 nach Mecklenburg zurückkehrte, wo er im Jahr darauf in Rostock starb.
In Saarlouis richtete von Harlem u. a. Arbeiterkolonien ein und bekämpfte das Vagabundentum. Er ließ eine Naturalverpflegungsanstalt für arme Reisende einrichten, förderte den Obstanbau und begründete eine Kreishilfskasse.

### Familie
August von Harlem heiratete am 14. Juli 1854 in Lüssow Anna Wilhelmine Pauly (geboren am 20. Januar 1828 auf Vietschow bei Teterow; gestorben am 6. Oktober 1873 in Ratzeburg), die Tochter des Carl August Pauly auf Vietschow und dessen Ehefrau Antonette Wilhelmine Pauly, geborene Stein. Ein Sohn der Eheleute, Dietrich von Harlem (1859–1928) wurde später Landrat in Ottweiler (1892–1896) und Celle (1899–1920).